# Wesele w Sorrento
Wesele w Sorrento (duń. Den skaldede frisør) – duńska komedia romantyczna z 2012 roku w reżyserii Susanne Bier, będąca międzynarodową koprodukcją. Zdjęcia kręcono w Kopenhadze i Sorrento.

## Fabuła
Młoda, walcząca z rakiem Dunka, Ida, przyłapuje męża  na zdradzie. Mąż odchodzi do innej. W tym samym czasie w Sorrento ma się odbyć wesele córki Idy, Astrid z Patrickiem. Dwie różne rodziny spotykają się ze sobą i staje się to okazją do wielu komicznych sytuacji. Ida i Philip - ojciec pana młodego, bardzo się zaprzyjaźniają. Tymczasem mąż Idy pragnie do niej wrócić.

## Obsada
- Pierce Brosnan - Philip
- Trine Dyrholm - Ida
- Kim Bodnia - Leif
- Paprika Steen - Benedikte
- Sebastian Jessen - Patrick
- Molly Blixt Egelind - Astrid
- Christiane Schaumburg-Müller - Thilde
- Micky Skeel Hansen - Kenneth
- Bodil Jørgensen - Lizzie
- Line Kruse - Bitten